# Rhamphomyia caucasica
Rhamphomyia caucasica är en tvåvingeart som beskrevs av Frey 1953. Rhamphomyia caucasica ingår i släktet Rhamphomyia och familjen dansflugor. Inga underarter finns listade i Catalogue of Life.